# Мыза (Новгородская область)
Мыза — упразднённая в 2025 году деревня в Валдайском районе Новгородской области. Входила в состав Костковского сельского поселения.

## География
Деревня располагалась недалеко от районного центра — Валдая.

### Часовой пояс
Деревня Мыза как и вся Новгородская область, находится в часовой зоне МСК (московское время). Смещение применяемого времени относительно UTC составляет +3:00.

## Население
| 2010 |
| ---- |
| 0    |